# Roy Hodgson
Roy Hodgson   (Croydon, 9 d'agost de 1947) és un exfutbolista anglès que ha destacat per la seva carrera com a entrenador de futbol. Va entrenar del 2012 al 2016 la selecció anglesa.
Hodgson va exercir diverses vegades com a membre del grup d'estudi tècnic de la UEFA al Campionat d'Europa i també va ser membre del grup d'estudi tècnic de la FIFA a la Copa del Món de 2006. Hodgson parla cinc idiomes, i ha treballat com a expert de televisió en diversos dels països on ha treballat. entrenat.

## Palmarès com a entrenador

### Halmstads BK
- 2 Lligues sueques: 1976 i 1979

### Malmö FF
- 5 Lligues sueques: 1985, 1986, 1987, 1988 i 1989
- 2 Copes sueques: 1985-86 i 1988-89

### FC København
- 1 Superlliga danesa: 2000-01
- 1 Supercopa danesa: 2001